# ADC Intelli
Die Associação Desportiva Classista Intelli, auch bekannt als Santo André/Futsal oder ADC Intelli Orlândia ist ein Futsalklub aus Santo André im brasilianischen Bundesstaat São Paulo.

## Geschichte
Intelli wurde am 10. Dezember 1977 in Orlândia im Bundesstaat São Paulo auf Initiative von Vincenzo Spedicato, Inhaber der ortsansässigen Indústria de Terminals Eléctricos, kurz Intelli, gegründet. Intelli konnte 1987 erstmals die Campeonato Paulista do Interior, regionale Meisterschaft des Landesinneren von São Paulo gewinnen. Auf diesen ersten Erfolg baute der Klub mit der Zeit weiter auf. 2003 wurde die regionale Meisterschaft gewonnen und seit 2004 nimmt der Klub an der nationalen Liga Nacional de Futsal teil.
2013 gewann Intelli die Superliga de Futsal und qualifizierte sich damit zur Teilnahme an der Copa Libertadores in dem Jahr. In dem Turnier, welches Zuhause in Orlândia ausgetragen wurde, konnte der Klub den Heimvorteil nutzen und erreichte das Finale. Hier war der Gegner Talento Dorado de Itagüí aus Kolumbien. Nach 5:5 in der regulären Spielzeit, endete die Verlängerung 0:0, so dass die Entscheidung im Sechsmeterschießen gefunden werden musste. Hier konnte sich Intelli mit 7:6 durchsetzen. Für diesen Erfolg wurde der Klub nach Abschluss der Saison auch bei den Futsal Awards als bester Klub des Jahres ausgezeichnet. Als Titelverteidiger nahm man auch 2014 an der Copa Libertadores teil. Diese fand in Erechim im Stadion des nationalen Konkurrenten CER Atlântico statt. Intelli erreichte das Halbfinale und traf hier auf Atlântico. Die Partie ging mit 3:4 verloren. Im abschließenden Spiel um den dritten Platz gewann der Klub gegen America del Sud aus Argentinien mit 7:2.
2013 und 2014 nahm Intelli an der Austragung des Futsal-Weltpokals teil. Beim Futsal-Weltpokal 2013, mit insgesamt sechs Klubs aus vier Kontinentalverbänden, in Greensboro in den USA, erreichte der Klub das Spiel um den dritten Platz gegen den Vertreter der UEFA den spanischen Supercopasieger ElPozo Murcia FS. Das Treffen konnte Intelli mit 4:2 für sich entscheiden. Der Futsal-Weltpokal 2014 wurde in Almaty ausgetragen. An diesem nahmen dieses Mal nur vier Klubs teil, so dass es keine Gruppenphase gab, sondern das Turnier direkt mit dem Halbfinale begann. Intelli scheiterte am MFK Dynamo Moskau mit 2:4 und kämpfte wieder um Platz drei. Das Treffen gegen den Chonburi Bluewave Futsal Club konnte der Klub souverän mit 9:1 für sich entscheiden.
2017 verlegte der Klub seinen Sitz nach São Sebastião do Paraíso in Minas Gerais und nutzte hier die Arena Olímpica João Mambrini. Auf regionaler Ebene trat Intelli trotzdem in den Wettbewerben von São Paulo an. 2019 ging man wieder in den Bundesstaat zurück und bezog in São Carlos Quartier und 2021 dann zum heutigen Sitz in Santo André.

### Erfolge
- Futsal Awards – Bester Futsalklub: 2013
- Copa Libertadores: 2013
- Liga Nacional de Futsal: 2012, 2013
- Superliga de Futsal: 2013, 2015
- Liga Sudeste de Futsal: 2005
- Liga Paulista de Futsal: 2003, 2010, 2011